# 2. općinska nogometna liga Virovitica 1982./83.
2. općinska nogometna liga Virovitica za sezonu 1982./83. je bila liga osmog stupnja nogometnog prvenstva SFRJ. 
 
Sudjelovalo je 10 klubova, a prvak je bila "Čelik" iz Dijelke.   

## Ljestvica
| mj. | klub                     | ut. | pob. | ner. | por. | gol+ | gol- | bod | bod- |
| --- | ------------------------ | --- | ---- | ---- | ---- | ---- | ---- | --- | ---- |
| 1.  | Čelik Dijelka            | 18  | 18   | 0    | 0    | 96   | 18   | 36  |      |
| 2.  | Plavi Jugovo Polje       | 18  | 11   | 3    | 4    | 55   | 33   | 25  |      |
| 3.  | Napredak Rušani          | 18  | 8    | 4    | 6    | 55   | 41   | 20  |      |
| 4.  | Radnički Gaćište         | 18  | 7    | 4    | 7    | 42   | 45   | 18  |      |
| 5.  | Viržinija Brezovica      | 18  | 6    | 3    | 9    | 53   | 53   | 15  |      |
| 6.  | Brana Bačevac            | 18  | 7    | 1    | 10   | 32   | 70   | 15  |      |
| 7.  | Mladost Vukosavljevica   | 18  | 6    | 2    | 10   | 32   | 56   | 14  |      |
| 8.  | Banija Sokolac Podravski | 18  | 5    | 3    | 10   | 47   | 52   | 13  |      |
| 9.  | Mladost Naudovac         | 18  | 4    | 4    | 10   | 40   | 47   | 12  |      |
| 10. | Budućnost Karađorđevo    | 18  | 2    | 5    | 11   | 21   | 55   | 8   | -1   |

- Dijelka – danas dio naselja Veliko Polje
- Karađorđevo Gradinsko, također kao Karađorđevo – danas dio naselja Detkovac
- Sokolac Podravski, također kao Podravski Sokolac – tadašnji naziv za Vladimirovac

## Rezultatska križaljka
| kratica | klub                     | BAN | BRA | BUD | ČEL | MLAN | MLAV | NAP | PLA | RAD | VIR |
| --- | ------------------------ | --- | --- | --- | --- | ---- | ---- | --- | --- | --- | --- |
| BAN | Banija Sokolac Podravski |     |     |     |     |      |      |     |     |     |     |
| BRA | Brana Bačevac            |     |     |     |     |      |      |     |     |     |     |
| BUD | Budućnost Karađorđevo    |     |     |     |     |      |      |     |     |     |     |
| ČEL | Čelik Dijelka            |     |     |     |     |      |      |     |     |     |     |
| MLAN | Mladost Naudovac         |     |     |     |     |      |      |     |     |     |     |
| MLAV | Mladost Vukosavljevica   |     |     |     |     |      |      |     |     |     |     |
| NAP | Napredak Rušani          |     |     |     |     |      |      |     |     |     |     |
| PLA | Plavi Jugovo Polje       |     |     |     |     |      |      |     |     |     |     |
| RAD | Radnički Gaćište         |     |     |     |     |      |      |     |     |     |     |
| VIR | Viržinija Brezovica      |     |     |     |     |      |      |     |     |     |     |
| |                          |     |     |     |     |      |      |     |     |     |     |
| podebljan rezultat - utakmice od 1. do 9. kola (1. utakmica između klubova) rezultat normalne debljine - utakmice od 10. do 18. kola (2. utakmica između klubova) rezultat nakošen - nije vidljiv redoslijed odigravanja međusobnih utakmica iz dostupnih izvora rezultat smanjen * - iz dostupnih izvora nije uočljiv domaćin susreta prekrižen rezultat - poništena ili brisana utakmica p - utakmica prekinuta 3:0 p.f. / 0:3 p.f. - rezultat 3:0 bez borbe n.i. - nije igrano |                          |     |     |     |     |      |      |     |     |     |     |

 Izvori: